# Kabinett Dandl
Das Kabinett Dandl bildete vom 11. November 1917 bis 8. November 1918 unter König Ludwig III. die Regierung des Königreiches Bayern. Dandl folgte Georg von Hertling, der zum Reichskanzler ernannt worden war. Alle anderen Minister hatten dem Kabinett Hertling bereits angehört.
| Amt                                             | Name                            |
| ----------------------------------------------- | ------------------------------- |
| Ministerpräsident, Äußeres und königliches Haus | Otto Ritter von Dandl           |
| Justiz                                          | Heinrich Ritter von Thelemann   |
| Inneres                                         | Friedrich Ritter von Brettreich |
| Kultus                                          | Eugen Ritter von Knilling       |
| Finanzen                                        | Georg Ritter von Breunig        |
| Krieg                                           | Philipp von Hellingrath         |
| Verkehr                                         | Lorenz Ritter von Seidlein      |